# برهوو
برهوو (به چکی: Břehov) یک منطقهٔ مسکونی در جمهوری چک است که در شهرستان چسکه بودیوویتسه واقع شده‌است. برهوو ۱۰٫۱۱ کیلومتر مربع مساحت و ۱۰۹ نفر جمعیت دارد و ۴۰۳ متر بالاتر از سطح دریا واقع شده‌است.